# محمدعلی حسین‌زاده (روحانی)
محمدعلی حسین‌زاده (انگلیسی: Mahammadali Huseinzadeh؛ 1791 – ۲۲ آوریل ۱۸۵۲) نخستین شیخ‌الاسلام قفقاز بود.